# Copa de Competencia Jockey Club 1933
La Copa de Competencia «Jockey Club» 1933, fue la decimoséptima y última edición  de este campeonato. Se trató de un torneo oficial no regular organizado por la Asociación Argentina de Football (Amateurs y Profesionales), entidad disidente a la Liga Argentina de Football. 
Participaron todos los equipos de Primera División. El trofeo con el que se premiaba al ganador era donado por las autoridades de la empresa de cigarrillos Jockey Club, motivo por el cual lleva su nombre.
El ganador fue el Club Atlético Nueva Chicago, que consiguió así su primer y único título nacional de su historia.

## Sistema de disputa
La modalidad de disputa consistió en una fase de grupos dividida en dos zonas de siete equipos y una de seis, los tres primeros de cada zona clasificaban a la fase final y el mejor ubicado directamente en la final. En caso de empate en el primer puesto, se realizaron partidos desempates bajo el formato de eliminación directa a único partido.

## Equipos participantes
| Equipo                 | Ciudad          |
| ---------------------- | --------------- |
| Acassuso               | San Isidro      |
| All Boys               | Buenos Aires    |
| Almagro                | Buenos Aires    |
| Alsina                 | Valentín Alsina |
| Argentino de Quilmes   | Quilmes         |
| Banfield               | Banfield        |
| Barracas               | Buenos Aires    |
| Barracas Central       | Buenos Aires    |
| Buenos Aires           | Buenos Aires    |
| Colegiales             | Buenos Aires    |
| Defensores de Belgrano | Buenos Aires    |
| Dock Sud               | Dock Sud        |
| El Porvenir            | Gerli           |
| Estudiantes            | Buenos Aires    |
| Estudiantil Porteño    | Ramos Mejía     |
| Excursionistas         | Buenos Aires    |
| Liberal Argentino      | Buenos Aires    |
| Nueva Chicago          | Buenos Aires    |
| Palermo                | Buenos Aires    |
| Temperley              | Temperley       |

## Fase de grupos

### Grupo A

#### Tabla de posiciones final
| Pos. | Equipo                 | Pts. | PJ | PG | PE | PP | GF | GC | Dif. |
| ---- | ---------------------- | ---- | -- | -- | -- | -- | -- | -- | ---- |
| 1.º  | Defensores de Belgrano | 8    | 6  | 2  | 4  | 0  | 12 | 5  | 7    |
| 1.º  | Colegiales             | 8    | 6  | 3  | 2  | 1  | 2  | 2  | 0    |
| 1.º  | Excursionistas         | 8    | 6  | 4  | 0  | 2  | 7  | 8  | −1   |
| 1.º  | Palermo                | 8    | 6  | 3  | 2  | 1  | 2  | 4  | −2   |
| 5.º  | Acassuso               | 6    | 6  | 3  | 0  | 3  | 8  | 5  | 3    |
| 6.º  | Liberal Argentino      | 2    | 6  | 0  | 2  | 4  | 3  | 8  | −5   |
| 7.º  | Almagro                | 2    | 6  | 0  | 2  | 4  | 4  | 6  | −2   |

|  | Desempate por el primer puesto. |

#### Desempate
|  | Semifinales | Semifinales            | Semifinales |            |                        | Final                  | Final | Final |  |
|  |             |                        |             |            |                        |                        |       |       |  |
|  |             |                        |             |            |                        |                        |       |       |  |
|  | 1.°         | Defensores de Belgrano | 2           |            |                        |                        |       |       |  |
|  | 1.°         | Defensores de Belgrano | 2           |            |                        |                        |       |       |  |
|  | 4.°         | Palermo                | 0           |            |                        |                        |       |       |  |
|  | 4.°         | Palermo                | 0           |            | Defensores de Belgrano | Defensores de Belgrano | 4     |       |  |
|  |             |                        |             |            | Defensores de Belgrano | Defensores de Belgrano | 4     |       |  |
|  |             |                        | Colegiales  | Colegiales | 2                      |                        |       |       |  |
|  | 2.°         | Colegiales             | Colegiales  | Colegiales | 2                      | 3                      |       |       |  |
|  | 2.°         | Colegiales             |             |            |                        | 3                      |       |       |  |
|  | 3.°         | Excursionistas         | 2           |            |                        |                        |       |       |  |
|  | 3.°         | Excursionistas         | 2           |            |                        |                        |       |       |  |
|  |             |                        |             |            |                        |                        |       |       |  |

Semifinales
| Equipo 1               | Resultado | Equipo 2   | Cancha            | Fecha           |
| ---------------------- | --------- | ---------- | ----------------- | --------------- |
| Defensores de Belgrano | 2 - 0     | Palermo    | Liberal Argentino | 26 de noviembre |
| Excursionistas         | 2 - 3     | Colegiales | Almagro           | 26 de noviembre |

Final
|  |

| Equipo 1               | Resultado | Equipo 2   | Cancha         | Fecha          |
| ---------------------- | --------- | ---------- | -------------- | -------------- |
| Defensores de Belgrano | 4 - 2     | Colegiales | Excursionistas | 3 de diciembre |

|  | Clasificado a la semifinal. |

### Grupo B

#### Tabla de posiciones final
| Pos. | Equipo               | Pts. | PJ | PG | PE | PP | GF | GC | Dif. |
| ---- | -------------------- | ---- | -- | -- | -- | -- | -- | -- | ---- |
| 1.º  | Banfield             | 8    | 5  | 4  | 0  | 1  | 11 | 6  | 5    |
| 1.º  | Dock Sud             | 8    | 5  | 4  | 0  | 1  | 9  | 5  | 4    |
| 3.º  | Temperley            | 6    | 5  | 3  | 0  | 2  | 4  | 3  | 1    |
| 4.º  | El Porvenir          | 4    | 5  | 2  | 0  | 3  | 5  | 5  | 0    |
| 5.º  | Alsina               | 4    | 5  | 2  | 0  | 3  | 7  | 12 | −5   |
| 6.º  | Argentino de Quilmes | 0    | 5  | 0  | 0  | 5  | 1  | 6  | −5   |

|  | Desempate por el primer puesto. |

### Desempate
|  |

| Equipo 1 | Resultado | Equipo 2 | Cancha       | Fecha           |
| -------- | --------- | -------- | ------------ | --------------- |
| Dock Sud | 0 - 3     | Banfield | Sp. Barracas | 12 de noviembre |

|  | Clasificado a la semifinal. |

### Grupo C

#### Tabla de posiciones final
| Pos. | Equipo              | Pts. | PJ | PG | PE | PP | GF | GC | Dif. |
| ---- | ------------------- | ---- | -- | -- | -- | -- | -- | -- | ---- |
| 1.º  | Nueva Chicago       | 10   | 6  | 4  | 2  | 0  | 8  | 3  | 5    |
| 2.º  | All Boys            | 9    | 6  | 3  | 3  | 0  | 8  | 5  | 3    |
| 3.º  | Estudiantil Porteño | 6    | 6  | 2  | 2  | 2  | 7  | 8  | −1   |
| 4.º  | Sp. Buenos Aires    | 6    | 6  | 3  | 0  | 3  | 9  | 11 | −2   |
| 5.º  | Estudiantes         | 5    | 6  | 2  | 1  | 3  | 6  | 7  | −1   |
| 6.º  | Barracas Central    | 4    | 6  | 1  | 2  | 3  | 10 | 9  | 1    |
| 7.º  | Sp. Barracas        | 2    | 6  | 0  | 2  | 4  | 10 | 9  | 1    |

|  | Clasificado a la final. |

## Fase final

### Cuadro de desarrollo
|  | Semifinales | Semifinales            | Semifinales |               |   | Final    | Final | Final |  |
|  |             |                        |             |               |   |          |       |       |  |
|  |             |                        |             |               |   |          |       |       |  |
|  | A           | Defensores de Belgrano | 1           |               |   |          |       |       |  |
|  | A           | Defensores de Belgrano | 1           |               |   |          |       |       |  |
|  | B           | Banfield               | 2           |               |   |          |       |       |  |
|  | B           | Banfield               | 2           |               |   | Banfield | 0     |       |  |
|  |             |                        |             |               |   | Banfield | 0     |       |  |
|  |             |                        | C           | Nueva Chicago | 1 |          |       |       |  |
|  |             |                        | C           | Nueva Chicago | 1 |          |       |       |  |
|  |             |                        |             |               |   |          |       |       |  |
|  |             |                        |             |               |   |          |       |       |  |
|  |             |                        |             |               |   |          |       |       |  |
|  |             |                        |             |               |   |          |       |       |  |

### Semifinal
|  |

| Semifinal              | Semifinal | Semifinal | Semifinal    | Semifinal       |
| Equipo 1               | Resultado | Equipo 2  | Cancha       | Fecha           |
| ---------------------- | --------- | --------- | ------------ | --------------- |
| Defensores de Belgrano | 1 - 2     | Banfield  | Sp. Barracas | 17 de diciembre |

|  | Clasificado a la final. |

### Final
| Nueva Chicago | - 39' Florentino Vargas | Banfield |
| Nueva Chicago | 1-0                     | Banfield |

| GK | Adolfo Scali        |
| RB | Emeterio Palazzio   |
| LB | Juan Diani          |
| RH | José Mercado        |
| CH | Alfredo Vivanco     |
| LH | Argentino Fernández |
| IR | Tomás Berlanga      |
| OR | José Noguera        |
| CF | Florentino Vargas   |
| OL | José Galeano        |
| IL | Isidro Sanabria     |

| GK | Mateo Pergolezzi  |
| RB | Francisco Paola   |
| LB | Oscar Echeverría  |
| RH | Manuel Alló       |
| CH | Norberto Canessa  |
| LH | Andrés Durán      |
| IR | Ernesto Barba     |
| OR | Gregorio Zorrilla |
| CF | Juan José Gatti   |
| OL | Ángel Natale      |
| IL | Huergo Castro     |

|                                   |
|                                   |
| Campeón Nueva Chicago 1.er título |